# Hobosti
2X2 HOBOSTI (Хобости, в Интернете — Hobosti Russia, на ТВ — 2x2 Hobosti) — сатирико-юмористическая и информационная передача российского телеканала «2x2», пародия на новости. Транслировалась с 19 августа 2012 по 9 ноября 2017 года (в Интернете — с 11 октября 2011 года).

## Описание
Новости представляли собой видеосюжеты на различные темы, которые являлись выдуманными, однако на первый взгляд неотличимы от настоящих.
Согласно самоопределению передачи, «Хобости» не являлись информационным агентством или средством массовой информации, а их публикации не имели ничего общего с реальностью.

## Концепция
С 19 августа по 23 декабря 2012 года выпуски выходили по будням каждые полчаса с 06:00 до 09:30 (06:00, 07:00, 08:00 и 09:00 – 10 минут, 06:30, 07:30, 08:30 и 09:30 – 15 минут), каждый час с 10:00 до 18:00 (кроме 13:00, все – 5 минут), 19:00 и 22:00 (оба – 35 минут), и по выходным каждый час с 08:00 до 18:00 (кроме 14:00, все – 5 минут), при этом выпуски в 10:00 по будням и в 16:00 по выходным имели продолжительность 25 минут и бонусный материал.
С 14 января 2013 по 9 ноября 2017 года выпуски выходили по будням: с понедельника по четверг – в 10:00, 12:00, 15:00, 17:00 и 19:00 (все – 30 минут), по пятницам: в 10:00, 13:00, 16:00 (все три – 12 минут) и 19:00 (20 минут), и по выходным в 08:00, 12:00 (оба – 15 минут) и 16:00 (20 минут).